# NGC 5704
NGC 5704 (NGC 5708) é uma galáxia espiral (Sd) localizada na direcção da constelação de Boötes. Possui uma declinação de +40° 27' 28" e uma ascensão recta de 14 horas, 38 minutos e 16,2 segundos.
A galáxia NGC 5704 foi descoberta em 18 de Março de 1787 por William Herschel.